# Ole Aaby
Ole Aaby (født 10. oktober 1926 i Loviisa, Finland, død 12. april 2014) var en dansk radiovært, ansat som redaktør og nyhedsoplæser ved Radioavisen fra 1961 til 1990. Han startede som ansat ved Den Radikale Provinspresse i 1946, blev siden ansat hos Det Radikale Venstres Pressebureau fra 1949-54 og senere som korrespondent ved Associated Press fra 1955-61.
I sin tid som nyhedsoplæser på Radioavisen, blev hans stemme kendt i den brede offentlighed og efterfølgende flittigt benyttet i andre mediesammenhænge, bl.a. i underholdnings-, film-, tv- og reklamebranchen. Han var desuden sproginteresseret og blev honoreret af Dansk Sprognævn med adskillige priser, ligesom han modtog prisen Den Gyldne Rose af Billedbladet for sin formfuldendte rigsdanske udtale.